# 卡其布

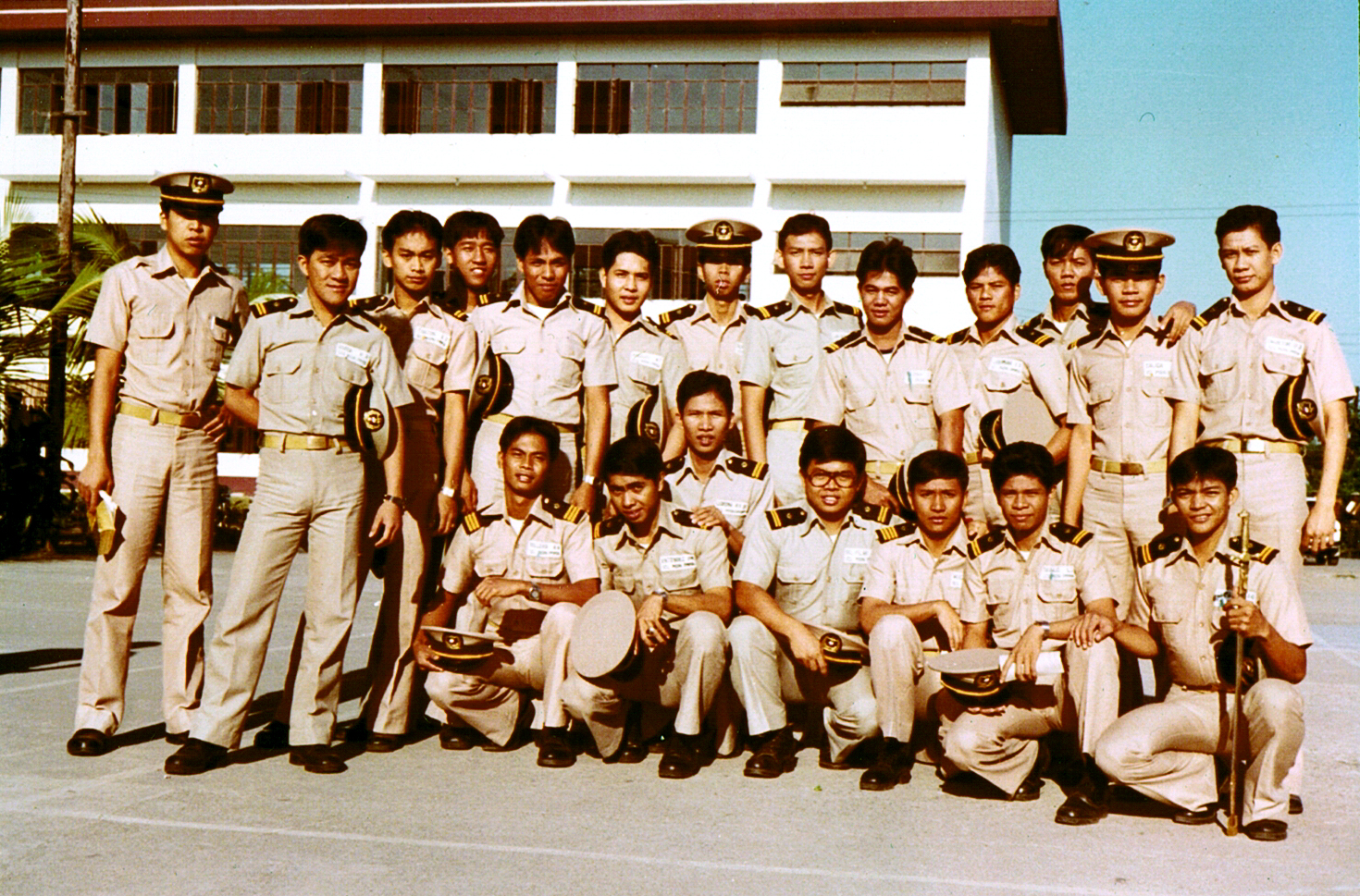
菲律賓商船隊制服。

卡其布（乌尔都语：خاکی）是一種主要由棉、毛、化學纖維混紡而成的織品。原文khaki來自波斯語خاک khâk，有大地的顏色、土色之意。在英國或歐洲地區的說法，卡其布是一種卡其色（淺褐色帶點淺綠色）的布料。
1848年時，英國陸軍准將Harry Burnett Lumsden駐印度殖民時，開始將這類型的布類使用在英軍的軍服上。現今美國海軍及美國海軍陸戰隊亦使用卡其做為制服用色。
将卡其布用作短裤或长裤在便装中也变得流行起来。